# Maryville (Misuri)
Maryville es una ciudad ubicada en el condado de Nodaway en el estado estadounidense de Misuri. En el Censo de 2010 tenía una población de 11972 habitantes y una densidad poblacional de 796,83 personas por km².

## Geografía
Maryville se encuentra ubicada en las coordenadas 40°20′36″N 94°52′12″O / 40.34333, -94.87000. Según la Oficina del Censo de los Estados Unidos, Maryville tiene una superficie total de 15.02 km², de la cual 14.94 km² corresponden a tierra firme y (0.55%) 0.08 km² es agua.

## Demografía
Según el censo de 2010, había 11972 personas residiendo en Maryville. La densidad de población era de 796,83 hab./km². De los 11972 habitantes, Maryville estaba compuesto por el 92.32% blancos, el 3.08% eran afroamericanos, el 0.24% eran amerindios, el 2.71% eran asiáticos, el 0.03% eran isleños del Pacífico, el 0.42% eran de otras razas y el 1.21% pertenecían a dos o más razas. Del total de la población el 1.61% eran hispanos o latinos de cualquier raza.